# Яковлев, Владимир Александрович (футболист)
Влади́мир Алекса́ндрович Я́ковлев (2 августа 1984) — казахстанский футболист, полузащитник.

## Биография
Воспитанник таразского футбола. Выступал за различные клубы чемпионата Казахстана. Сыграл более 250 матчей в премьер-лиге страны, в том числе более 120 — в составе «Тараза».
Последним на данный момент профессиональным клубом игрока стал «Каспий», в котором Яковлев провёл осеннюю часть сезона 2016 года.
За молодёжную сборную Казахстана провёл 11 матчей, в четырёх из них был капитаном команды.

## Достижения

### Командные
- Серебряный призёр чемпионата Казахстана: 2004, 2008, 2012
- Обладатель Кубка Казахстана: 2001
- Финалист Кубка Казахстана: 2012